# Hestiasula brunneriana
Hestiasula brunneriana es una especie de mantis de la familia Hymenopodidae.

## Distribución geográfica
Se encuentra en la India, Pakistán  y Sri Lanka.